# James Short

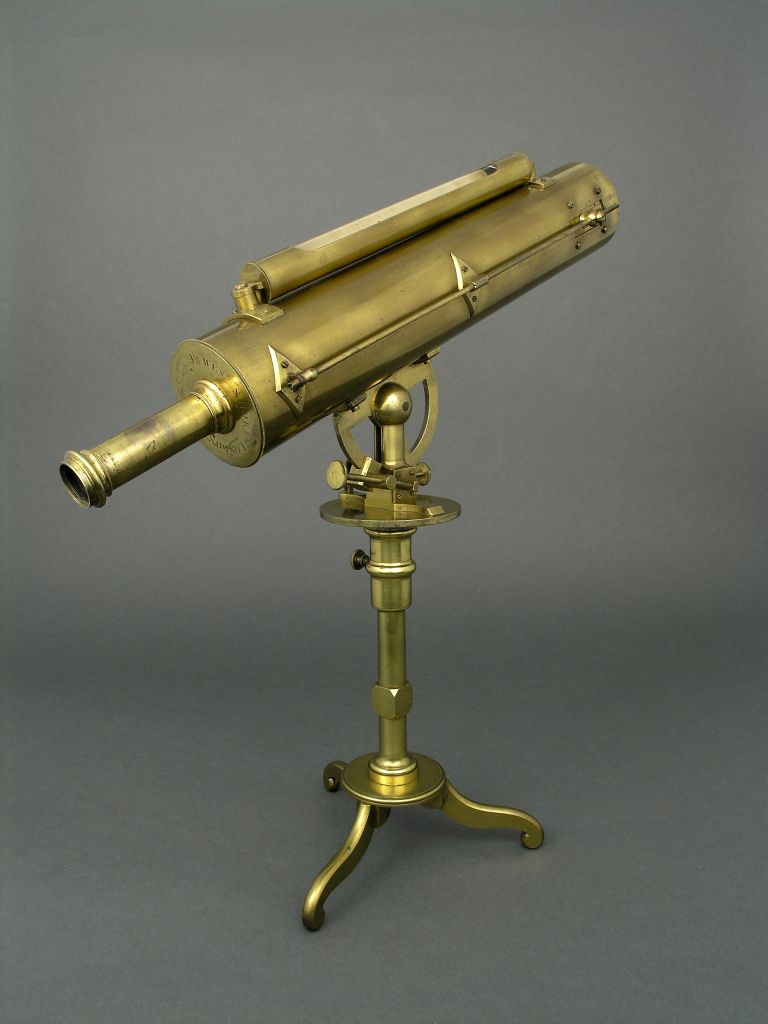
Brass telescope made by Short, now in the collection of Thinktank, Birmingham Science Museum.

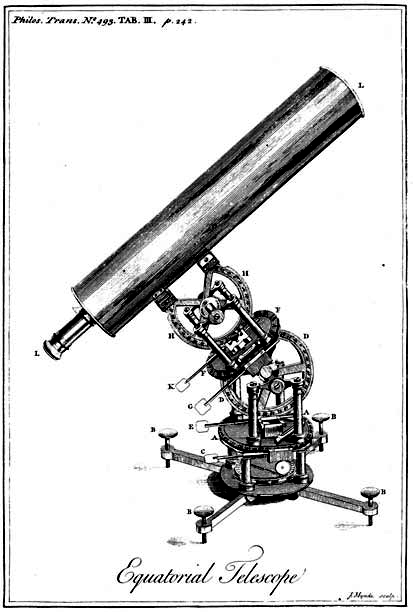
Telescopi reflector de James Short.

James Short (Edimburg, 10 de juny de 1710 - Londres, 15 de juny de 1768) fou un matemàtic, òptic i fabricant de telescopis britànic.
Educat per l'església en la Royal High School, Short va atreure l'atenció de Maclaurin, professor de matemàtiques a la universitat, qui voltant de 1732 li va donar permís per utilitzar les instal·lacions universitàries per experimentar en la construcció de telescopis. En els primers telescopis de Short el mirall estava realitzat en vidre, aconsellat per James Gregory, però més tard va utilitzar només miralls metàl·lics, i així va aconseguir veritables formes parabòliques i el·líptiques. Short va adoptar com la seva professió la fabricació de telescopis, que va dur a terme primer a Edimburg i després a Londres. Els telescopis de James Short estaven basats en la forma de Gregory, i alguns d'ells encara avui conserven la seva alta definició i agudesa original. El 1736 la Reina Carolina va demanar que ajudés en matemàtiques, a Guillem, el seu segon fill. Short va morir el 1768, fent una fortuna considerable amb la seva professió.